# Gornja Trnava (okręg niszawski)
Gornja Trnava (cyr. Горња Трнава) – wieś w Serbii, w okręgu niszawskim, w mieście Nisz. W 2011 roku liczyła 286 mieszkańców.